# Vladimír Dobrovič

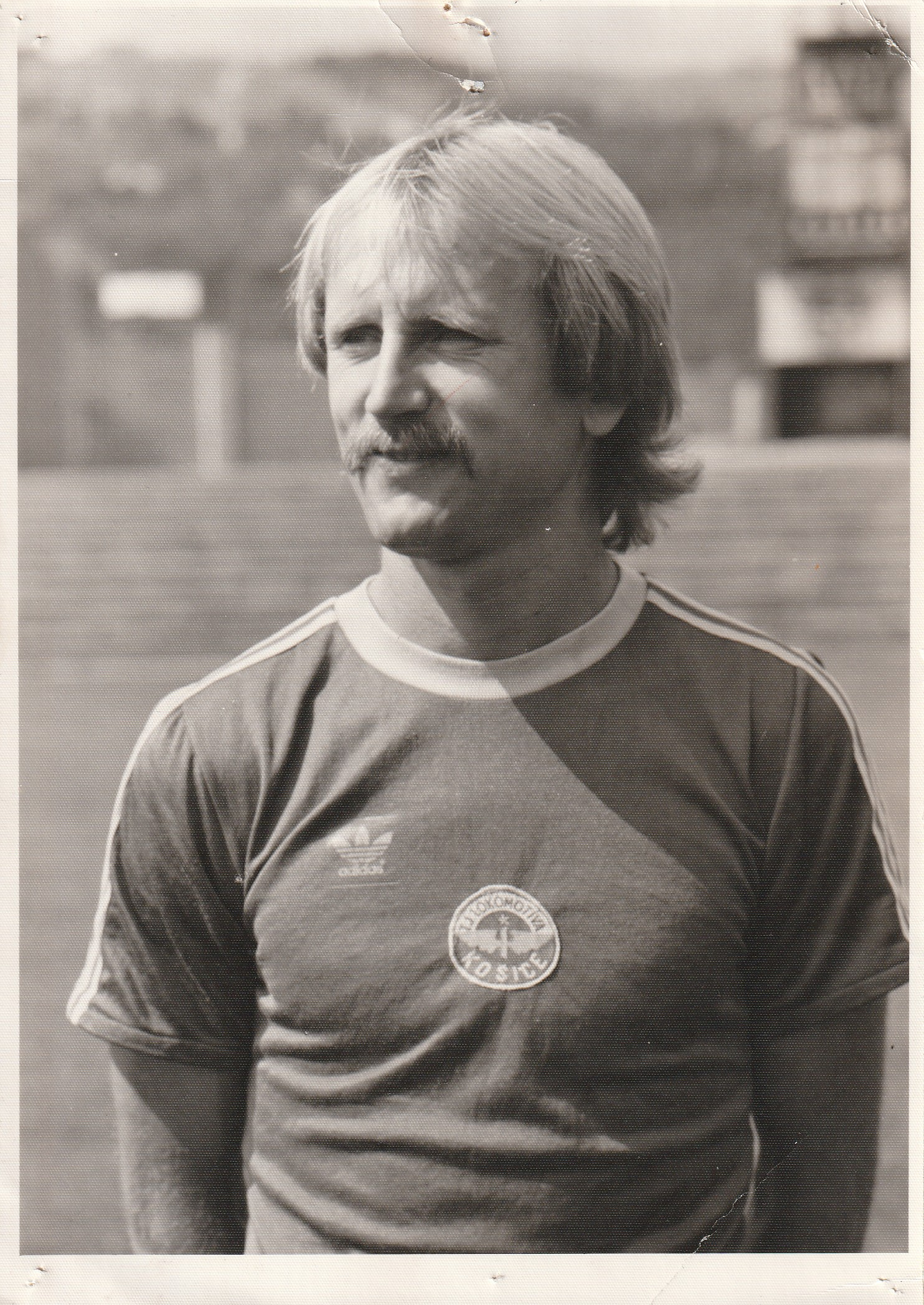
Vladimír Dobrovič v drese TJ Lokomotív Košice

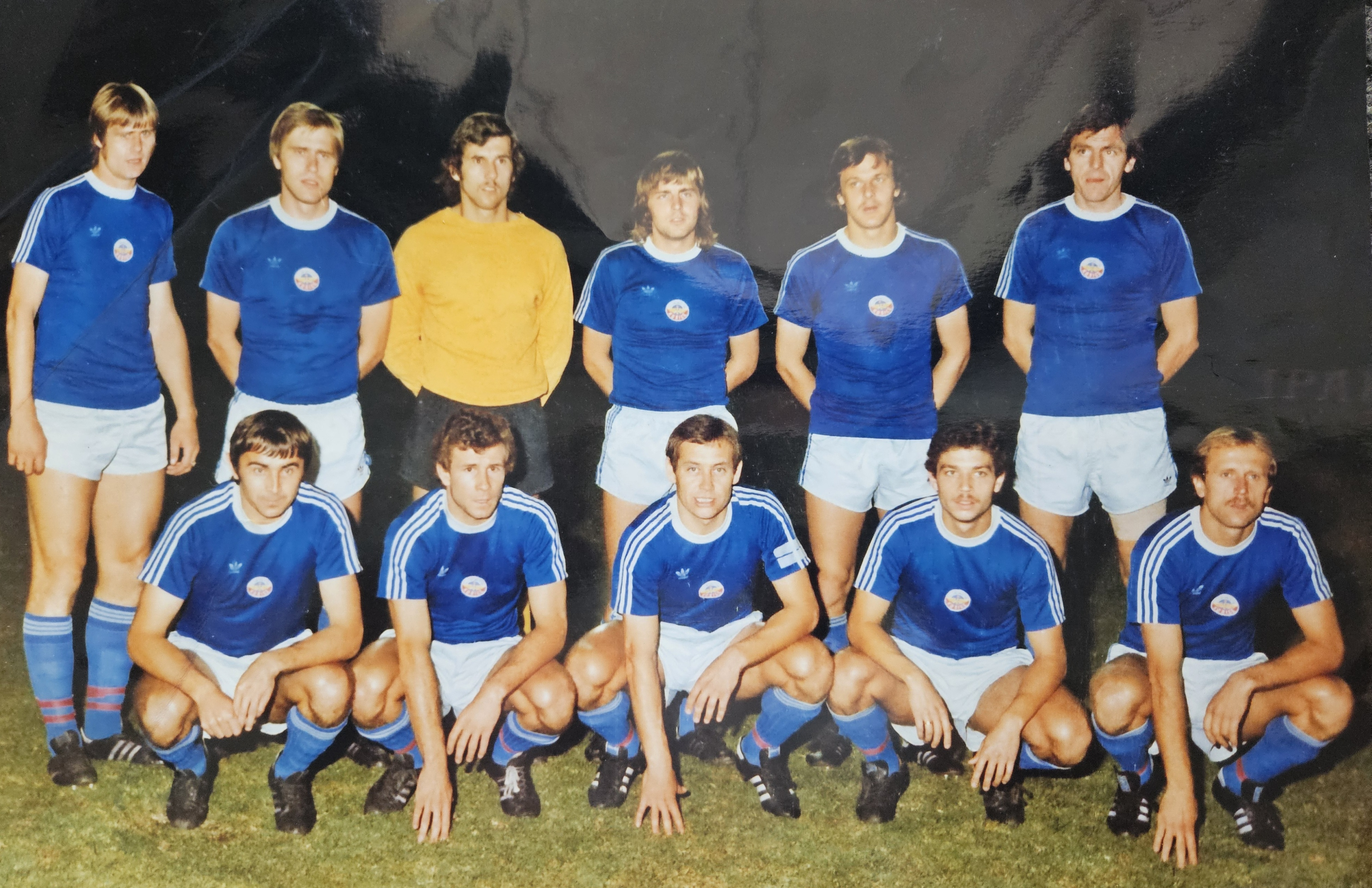
Vladimír Dobrovič vpravo dole v drese TJ Lokomotív Košice

Vladimír Dobrovič (* 3. prosince 1950) je bývalý slovenský fotbalista, obránce.

## Fotbalová kariéra
V československé lize hrál za Lokomotívu Košice. Nastoupil ve 199 ligových utkáních a dal 3 góly. Vítěz Československého poháru 1977 a 1979. Dorostenecký mistr Československa 1971. V Poháru vítězů pohárů nastoupil v 8 utkáních a dal 1 gól, v Poháru UEFA nastoupil ve 2 utkáních.

## Ligová bilance
| Ročník                                     | Zápasy | Góly | Minuty | Klub                 |
| ------------------------------------------ | ------ | ---- | ------ | -------------------- |
| 1. československá fotbalová liga 1975/1976 | 13     | 0    | -      | TJ Lokomotíva Košice |
| 1. československá fotbalová liga 1976/1977 | 26     | 1    | -      | TJ Lokomotíva Košice |
| 1. československá fotbalová liga 1977/1978 | 29     | 2    | 2589   | TJ Lokomotíva Košice |
| 1. československá fotbalová liga 1978/1979 | 30     | 0    | 2665   | TJ Lokomotíva Košice |
| 1. československá fotbalová liga 1979/1980 | 27     | 0    | 2357   | TJ Lokomotíva Košice |
| 1. československá fotbalová liga 1980/1981 | 29     | 0    | 2610   | TJ Lokomotíva Košice |
| 1. československá fotbalová liga 1981/1982 | 29     | 0    | 2561   | TJ Lokomotíva Košice |
| 1. československá fotbalová liga 1982/1983 | 16     | 0    | 1427   | TJ Lokomotíva Košice |
| CELKEM                                     | 199    | 3    | 14209  |                      |